# Oshere
Oshere (auch Oosheræ, Osherus oder Oserus; † um 700) war ein angelsächsischer König der Hwicce.

## Leben
Oshere folgte als König auf seinen Vorgänger Osric und nannte sich bereits 680 in einer Urkunde rex (König). Im Jahr 693 überließ Oshere „zur Erlösung seiner Seele“ Cuthswith oder Cuthswitha (693–709), der Äbtissin von Penintanham (wahrscheinlich Inkberrow, Worcs.), Land. In späteren Urkunden wurde er als comes (Gefolgsmann) und subregulus (Unterkönig) Æthelred von Mercias bezeichnet. Er starb vor 716.
Æthelheard, Æthelric und Æthelweard sind ausdrücklich als Osheres Söhne bezeugt. Wahrscheinlich waren auch Æthelberht und Æthelmunt (Æthelmod) seine Söhne.